# ويليام بيت سميث
ويليام بيت سميث (بالإنجليزية: William Pitt Smith)‏ هو عالم عقيدة أمريكي، ولد في 1760، وتوفي في 1796.